# Erdal Kılıçaslan
Erdal Kılıçaslan, né le 23 août 1984 à Munich en Allemagne, est un footballeur allemand. Il évolue au poste d'ailier.

## Biographie
Erdal Kılıçaslan est sélectionné dans les équipes nationales de jeunes, avec les moins de 18 ans, moins de 19 ans et enfin moins de 20 ans. Il inscrit notamment 10 buts dans la catégorie des moins de 19 ans.
Il est demi-finaliste de la Coupe de Turquie en 2011 avec le club de Gençlerbirliği.
Lors de la saison 2012-2013, il inscrit 10 buts en deuxième division turque avec le club de Konyaspor, ce qui constitue sa meilleure performance.
Le 29 décembre 2013, il inscrit avec Konyaspor un doublé en première division turque, contre le club d'Eskişehirspor (victoire 4-1)